# Ouddorp

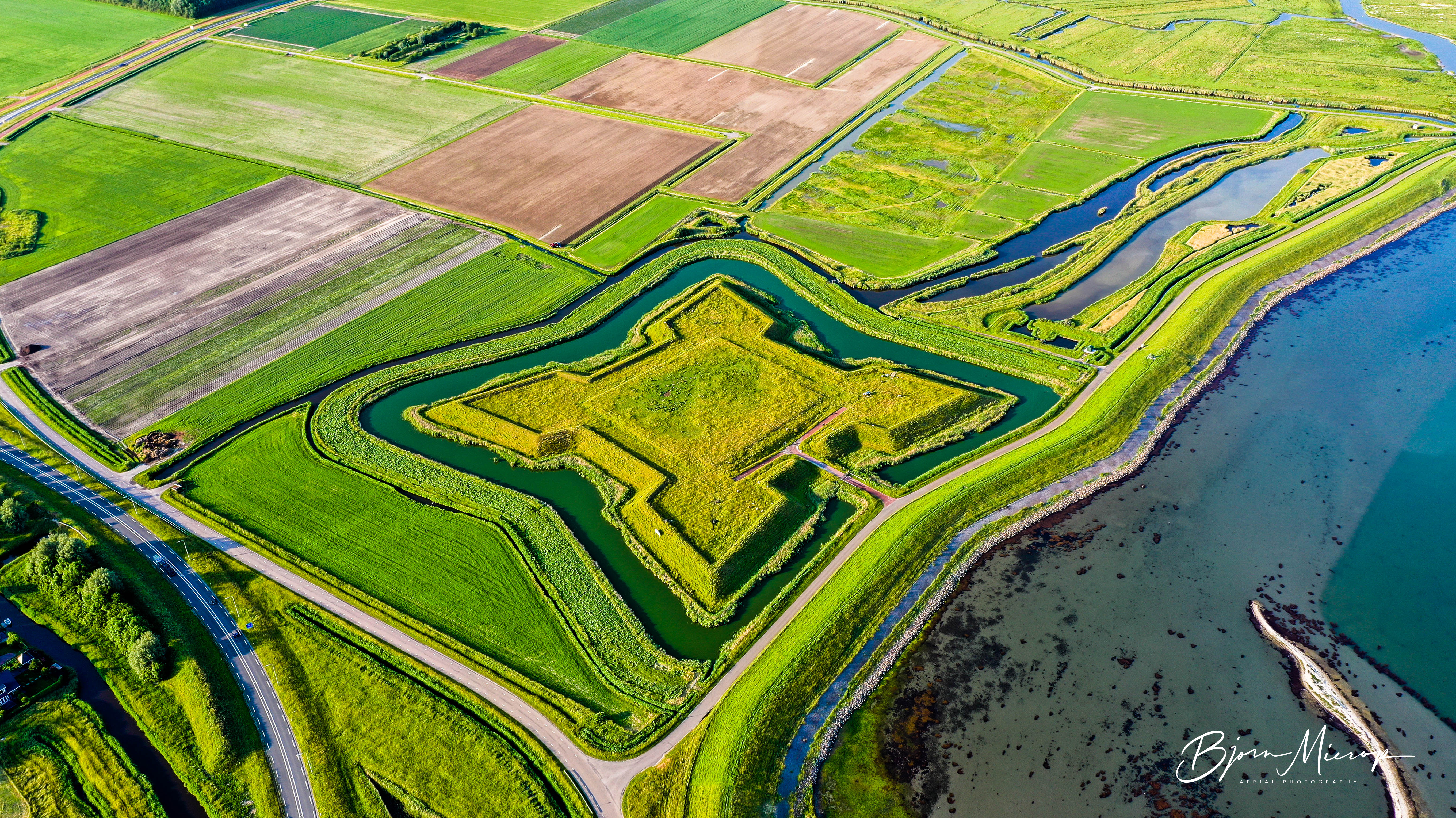
Verdedigingswerk De Schans

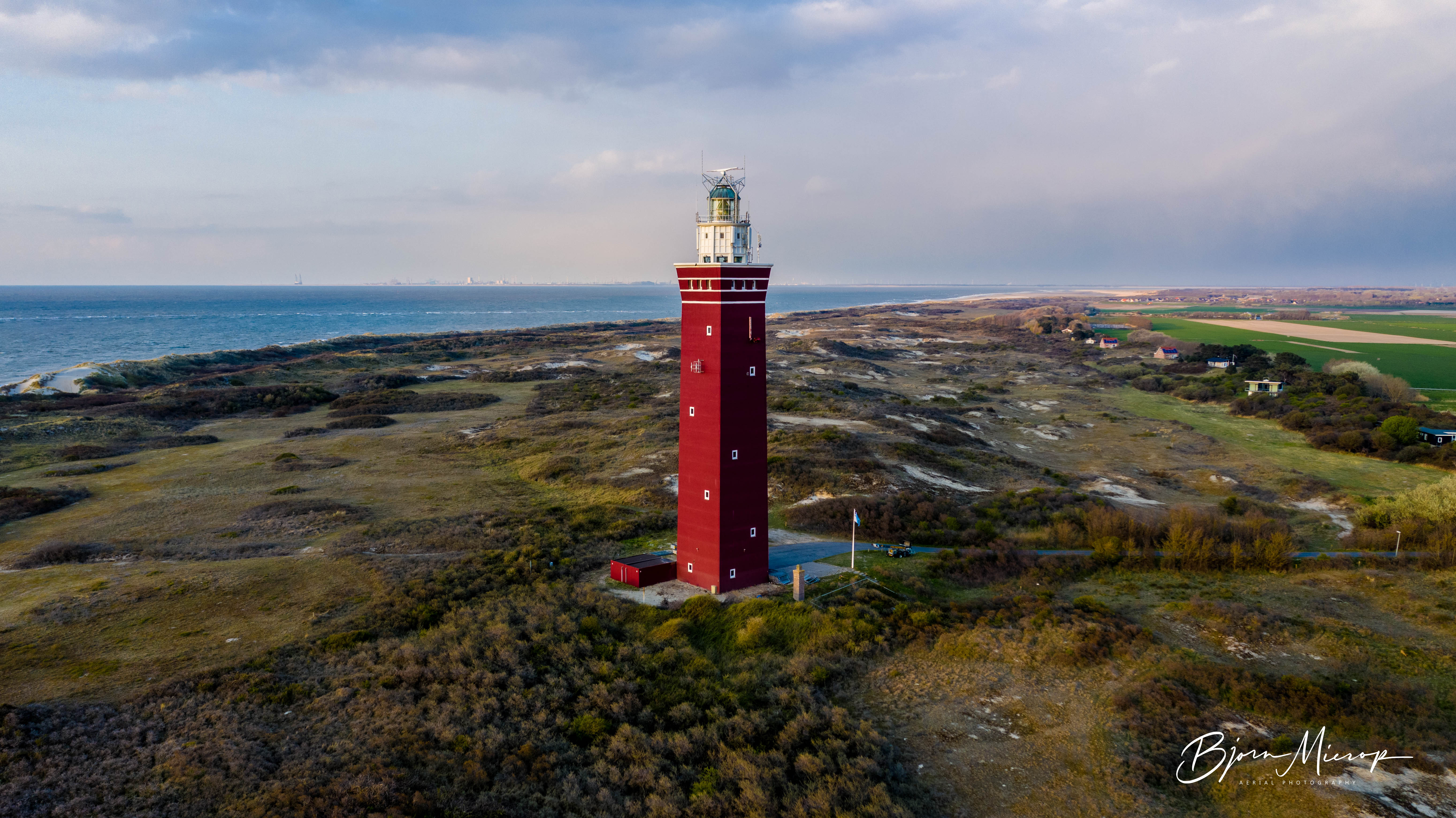
Vuurtoren Westhoofd na de renovatie in 2018

Ouddorp is een dorp en badplaats op de kop van het eiland en gemeente Goeree-Overflakkee in het zuiden van de Nederlandse provincie Zuid-Holland. Tot 31 december 2012 vormde Ouddorp samen met Stellendam, Havenhoofd en Goedereede de gemeente Goedereede. 
Het landelijk gelegen Ouddorp is op Middelharnis-Sommelsdijk na het grootste dorp van Goeree-Overflakkee. Er wonen ongeveer 6.295 mensen. Het grootste deel bestaat uit uitgestrekte lintbebouwing, die zich vanaf het centrum naar het noorden en westen uitstrekt tot een afstand van meer dan 4 kilometer. Doordat zandwallen als erfafscheiding werden gebruikt ontstond er een zogenoemd schurvelingenlandschap.

## Geschiedenis
Over het ontstaan van het dorp Ouddorp tast men in het duister. Waarschijnlijk zijn de stenen van de hervormde kerk uit 1348 afkomstig van een oudere kerk. Mogelijk is het dorp reeds in het jaar 900 ontstaan. De dorpskerk was gewijd aan Sint-Maarten. In 1418 vond er tijdens de Hoekse en Kabeljauwse twisten plundering en brandstichting plaats door hertog Jan IV van Brabant, en in 1490 door jonker Frans van Brederode en heer Jan van Naaldwijk. Rond 1594 was er in Ouddorp sprake van een 'Nederduitsch hervormde gemeente'. In de eenentwintigste eeuw telt het dorp zes kerkgenootschappen. Ouddorp kende een aantal buitenplaatsen en boerderijen. Veel hiervan zijn gesloopt, onder meer De Klepperstee, Heijburg, De Hofdijk, de Ruiterswoning en Rustburg. Enkele bestaan nog: de Ridderstee aan de Westerweg (1786), Vissershoek aan de Westnieuwlandseweg (1675), Huis de Klarebeek aan de Klarebeekweg (1659), Zeezicht aan de Oostdijkseweg (1672), en ’t Blaeuwe Huus aan de Bosweg (1650).
Het eiland Westvoorn, waarop Ouddorp was gelegen werd direct door de Noordzee omspoeld en had veel te lijden van de bedreigingen daarvan. In het midden van de 18e eeuw was de situatie zo dreigend geworden dat de Staten van Holland besloten de kosten voor de zeeweringen van enkele polders voor hun rekening te nemen. Ondanks alle kosten en moeite moesten er in het eerste kwart van de 18e eeuw  circa vijftig hectare aan gronden buitengedijkt worden. Door middel golfbrekers in de vorm van paalhoofden probeerde men de uitschurende werking van het water tegen te gaan en slikken voor de dijk aan te laten slibben. Dit lukte niet en in 1723 besloot men een inlaag van 35 hectare van de polder het Oudeland af te snijden. Zo ontstond de polder Preekhil, die tegen de verwachting in behouden bleef.
Tijdens de 19e eeuw groeide het aantal inwoners van Ouddorp van 1.800 naar 2.700. Het dorp breidde zich uit in westelijke richting als lintbebouwing langs diverse wegen. Halverwege deze eeuw werden twee molens gebouwd, die nu nog bestaan. Begin 20e eeuw komt het toerisme op in de gemeente. Dit zet de behoudende gemeenteraad voor verschillende dilemma's. In de jaren 30 raakt burgemeester G.J.F. Gobius du Sart in opspraak wegens het aannemen van steekpenningen. Hij wordt in 1938 tot zes maanden cel veroordeeld. Tijdens de Tweede Wereldoorlog werd Ouddorp onderdeel van de Atlantikwall. In totaal werden er op Goeree-Overflakkee 42 bomvrije bunkers gebouwd, verspreid over het eiland. In september 1944 viel een vliegtuigbom op de kruising Dirkdoensweg/Dorpsweg, waarbij een groot aantal woningen werd verwoest. Er viel 'slechts' 1 dode. In totaal zijn in deze oorlog 29 Ouddorpers om het leven gekomen.
Tijdens de watersnood van 1 februari 1953 kwam er ook een gedeelte van Ouddorp onder water te staan doordat de dijken aan de zuidkant op enkele plaatsen doorbraken. Een zo'n doorbraak bevond zich westelijk van de haven. Er gingen twaalf huizen verloren maar de bewoners waren op tijd gevlucht. Er verdronk één persoon in de Oudelandseweg.
Vanaf 1950 zijn voor het eerst planmatig nieuwe wijken aangelegd. Men is begonnen met bouwen in een gebied ver ten noorden van het dorp, waar nu o.a. de Bernhardweg, Julianaweg en Beatrixweg zijn gelegen. Belangrijke reden hiervoor was dat dit nog woeste grond was en geen landbouwgrond opgeofferd behoefde te worden. In 1968 zijn de woningen aan de Alexander- en Geleedststraat gebouwd. Sindsdien is langzaam in zuidelijke richting gebouwd.
De woonwijk Molentienden en het verzorgingshuis De Vliedberg werden in de jaren 1970 gerealiseerd. Deze plannen werden vervolgd met de uitbreidingen in Ouddorp Oost (Diependorst). Tussen de aanwezige lintbebouwing en de toen nieuwe Oosterweg werden enkele honderden woningen met de bijbehorende voorzieningen gebouwd. Begin jaren 1990 is begonnen met de woonwijk Ouddorp-Zuid. Deze wijk is voltooid in 2005. Na jaren van voorbereiding is in 2011 begonnen met de nieuwe woonwijk Welgelegen.
Een belangrijke maatschappelijke ontwikkeling is het massaal wegtrekken van jeugd. De gemiddelde gezinsgrootte is groot, terwijl er nauwelijks is gebouwd. Dit resulteert in een grote vraag en weinig aanbod, waardoor de huizenprijzen veel hoger liggen dan in de omliggende dorpen. Het aandeel huurwoningen is laag (minder dan 10%), zodat hiervoor een wachtlijst bestaat van honderden jongeren. Ouddorp bestaat voor het grootste deel uit lintbebouwing. Deze woningen zijn veelal gebouwd op grote kavels, die erg in trek zijn bij buitenstaanders vanwege het aantrekkelijke landschap en de nabijheid van het strand. Gevolg is dat de woningen voor de eigen bevolking niet langer betaalbaar zijn en deze gedwongen is van het dorp weg te trekken. De politiek is niet bij machte dit probleem aan te pakken. Enkele (bescheiden) uitbreidingsplannen lopen stuk op onwil bij de provincie Zuid-Holland of bezwaar van omwonenden. Een en ander resulteert in een langzame identiteitsverandering van het dorp.

## Landbouw en visserij

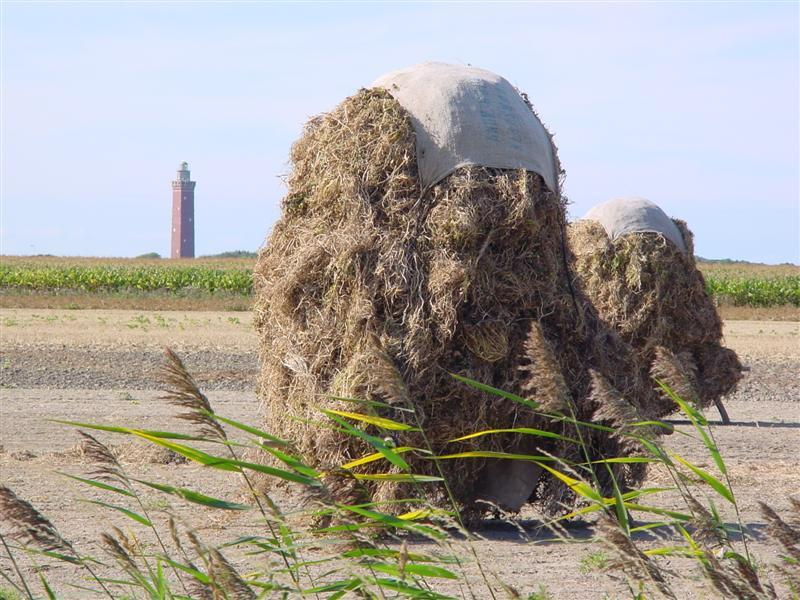
Ouddorps landschap met ruiters op de voorgrond en de Ouddorpse vuurtoren op de achtergrond

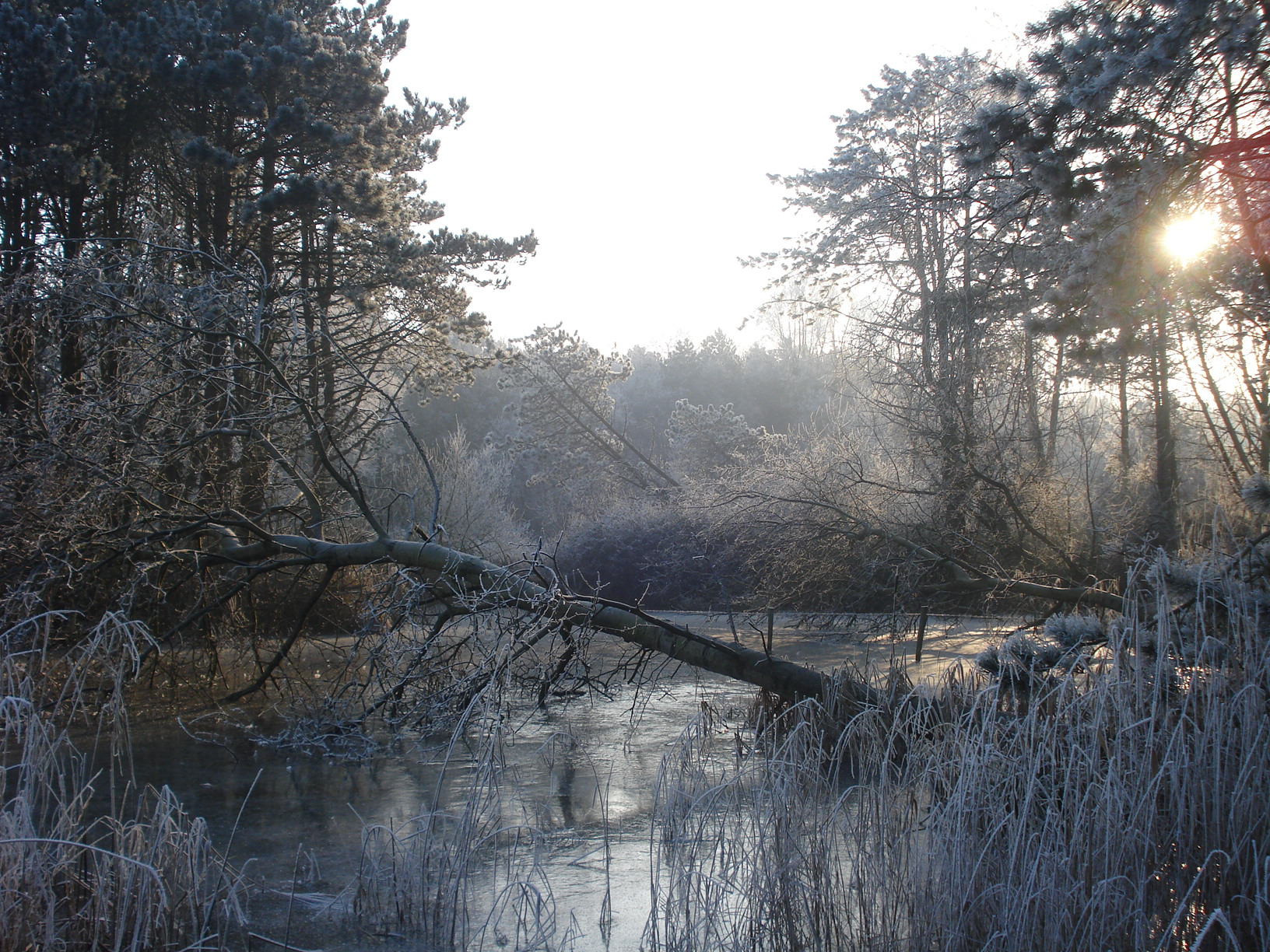
Natuurgebied Middelduinen in de winter

Landbouw was en is zeer belangrijk. Omdat de grond schraal was zijn de boerderijen klein gebleven. Ouddorp is bekend om zijn 'ruiters'. Bij het oogsten van de bloemzaden, worden de planten eerst te drogen gelegd op drie bijeengeklemde palen. Hieroverheen wordt een jutezak gespannen. Als de planten voldoende gedroogd zijn, worden ze gedorst voor het zaad.
De visserij is later belangrijk geworden, na de aanleg van de haven. De haven van Ouddorp werd in 1860-1861 aangelegd en is in de loop der tijden uitgebreid. Nu wordt de haven gebruikt als jachthaven. Ouder dan deze haven is het Kil-haventje nabij de Val. Al rond 1415 werd nabij de Val de haringvangst uitgeoefend. Het haventje is inmiddels dichtgeslibd en wordt niet meer gebruikt.
Door de aanleg van de Brouwersdam ontstond het Grevelingenmeer, waardoor de vloot moest uitwijken naar de nieuw aangelegde Deltahaven nabij Stellendam. Ouddorp beschikt nog steeds over een eigen vloot.
De vloot van Ouddorp kwam in april 2005 in het nieuws toen op een viskotter uit Ouddorp, de Ouddorp 1 (OD-1) drie bemanningsleden omkwamen door een bom uit de Tweede Wereldoorlog. De bom was in de netten terechtgekomen en aan boord bij het legen van de netten ontploft.

## Toerisme
In 1909 werd de tramlijn van Middelharnis naar Ouddorp aangelegd. Vanaf Overflakkee kwamen toen steeds meer mensen een dagje naar Ouddorp. Ook vanaf Rotterdam kwamen soms mensen naar Ouddorp voor recreatie. Met de tram en de stoomboot was het vanaf Rotterdam 3 uur reizen. Na de Tweede Wereldoorlog is het toerisme meer op gang gekomen. Dit begon met campings, gevolgd door terreinen met houten recreatiewoningen. De nieuwere recreatiewoningen zijn van steen. Er zijn weinig hotels in Ouddorp. In het schurvelingenlandschap ten noorden van Ouddorp zijn sinds de jaren 50 tientallen campings en bungalowparken aangelegd.
Ouddorp is nog steeds een zeer kerkelijk dorp, maar tegelijkertijd ook hét uitgaanscentrum van Goeree-Overflakkee. Dit leidt tot tegenstellingen.
In 2007 en 2018 is Ouddorp door de lezers van het Algemeen Dagblad verkozen tot 'De beste badplaats van Nederland'. In augustus vinden jaarlijks de 1e en 2e toeristendag plaats. Rondom de kerk staan honderden kramen en er zijn diverse evenementen. Tevens is er tussen de 1e en de 2e toeristendag traditiegetrouw een vuurwerk- of lasershow op het strand. Ouddorp heeft (vergeleken met dorpen met een vergelijkbaar inwonertal) een uitgebreid winkelbestand. Dit heeft te maken met het toerisme. Op dinsdag is er markt van 8:00 - 15:00 uur.
Wandelen en fietsen zijn populaire tijdverdrijven voor toeristen. Door het gebied loopt de Europese wandelroute E9, die van Portugal langs de kust naar de Baltische staten leidt. Ter plaatse wordt deze ook Noordzeepad genoemd. Verder is het dorp een van de belangrijkste Nederlandse plaatsen op het gebied van windsurfen. Vooral kitesurfen is populair.

## Kerkelijk

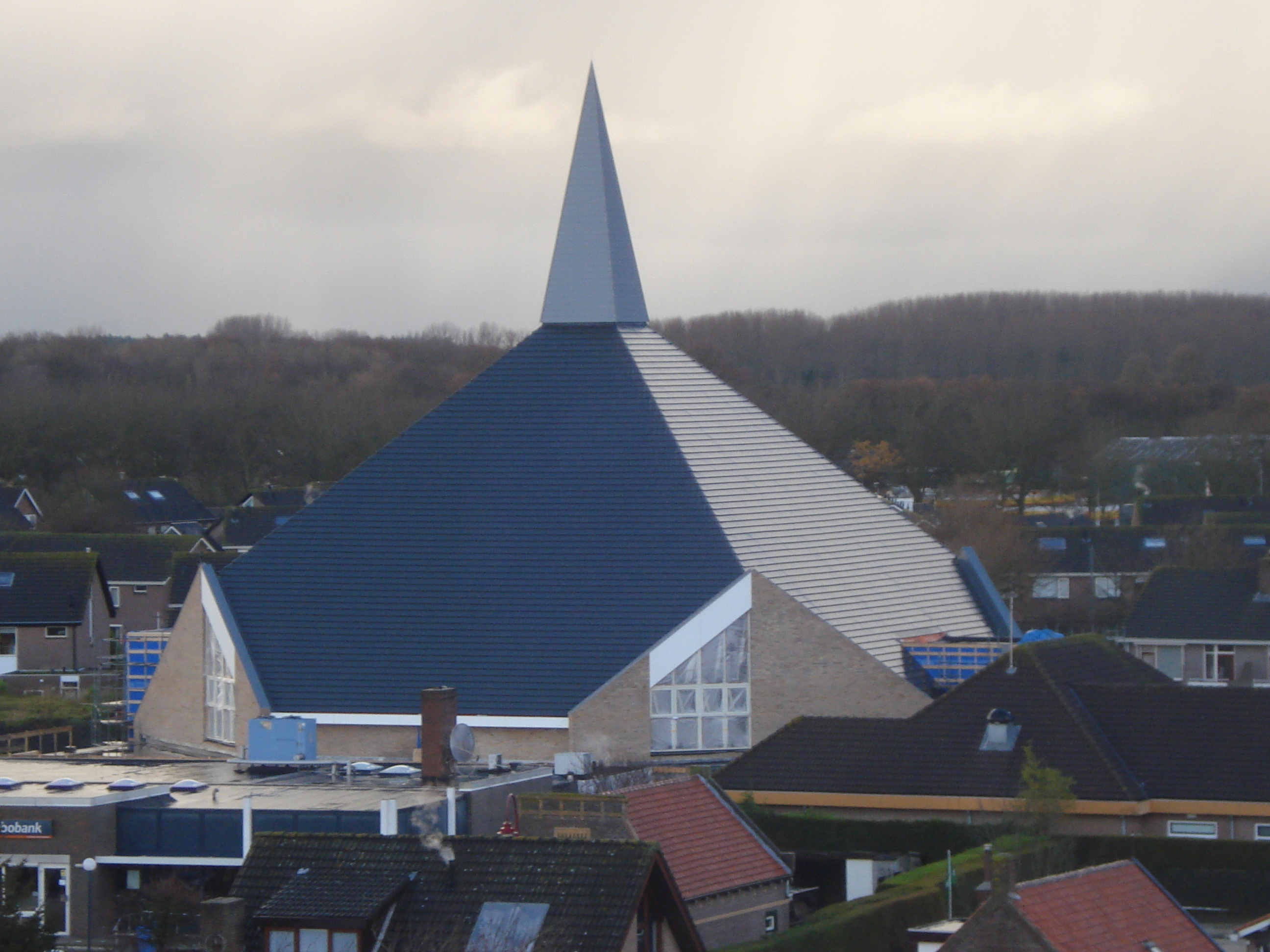
Bouw van de Eben-Haëzerkerk in 2012

Ouddorp kent een aantal kerkelijke gemeenten:
1. Doopsgezinden: 295 leden.
2. Gereformeerde Gemeente: 238 leden.
3. Gereformeerde Kerk (PKN): 540 leden.
4. Hersteld Hervormde Kerk: 2495 leden
5. Hervormde Gemeente (PKN): 511 leden.
6. Rooms-Katholieke Kerk: 40 leden.

De gemeenschap van Ouddorp staat bekend als een van de meest kerkelijke binnen Nederland. De zondagsrust wordt nog sterk in acht genomen en de kerkdiensten in de protestantse kerken worden druk bezocht. Op speciale dagen zoals biddag en dankdag zijn veel winkels en bedrijven gesloten. De Hersteld Hervormde gemeente en de Gereformeerde Gemeente werken veelal samen en beleggen ook enkele keren per jaar gezamenlijke kerkdiensten. Deze vorm van samenwerking tussen deze verwante kerkgenootschappen komt nergens anders in Nederland voor. Ouddorp is ook bekend om haar kerkenpaden, grotendeels onverharde paden in het schurvelingenlandschap, die zondags werden en worden gebruikt ten behoeve van de kerkgang. Een voorbeeld hiervan is het Mannenpad, tussen de Kelderweg en de Oudelandseweg.

## Dialect
Ouddorp was lange tijd een besloten gemeenschap. Het Goerees dialect (gesproken in Ouddorp en Goedereede) staat ver af van het Hollands. Het aandeel dialectsprekers in Ouddorp is het hoogste van Goeree-Overflakkee, dit ondanks het toerisme en mensen die van elders naar het dorp zijn verhuisd.
Het besloten karakter van het dorp is goed te zien aan het beperkte aantal familienamen dat er voorkomt; omdat het verder de gewoonte was kinderen te vernoemen naar hun grootouders, ooms, en tantes, hadden vele mensen feitelijk dezelfde naam. Om verwarring te voorkomen werden - en worden - in het dagelijks leven bijnamen gebruikt. Deze zijn vaak persoonsgebonden maar worden soms ook als het ware in de familie doorgegeven. De bijnaam kan afgeleid zijn van iemands echte naam, verwijzen naar zijn of haar vader of moeder (en soms meerdere generaties terug), en/of uit iets heel anders zijn voortgekomen - combinaties hiervan komen vaak voor. Sommige bijnamen zijn voortgekomen uit gebeurtenissen die generaties terug zijn gebeurd. Omdat vroegere bijnamen soms worden vervangen door nieuwere kan het zijn dat families meerdere bijnamen hebben, de nieuwste vorm wordt dan gebruikt.

## Belangrijke gebouwen

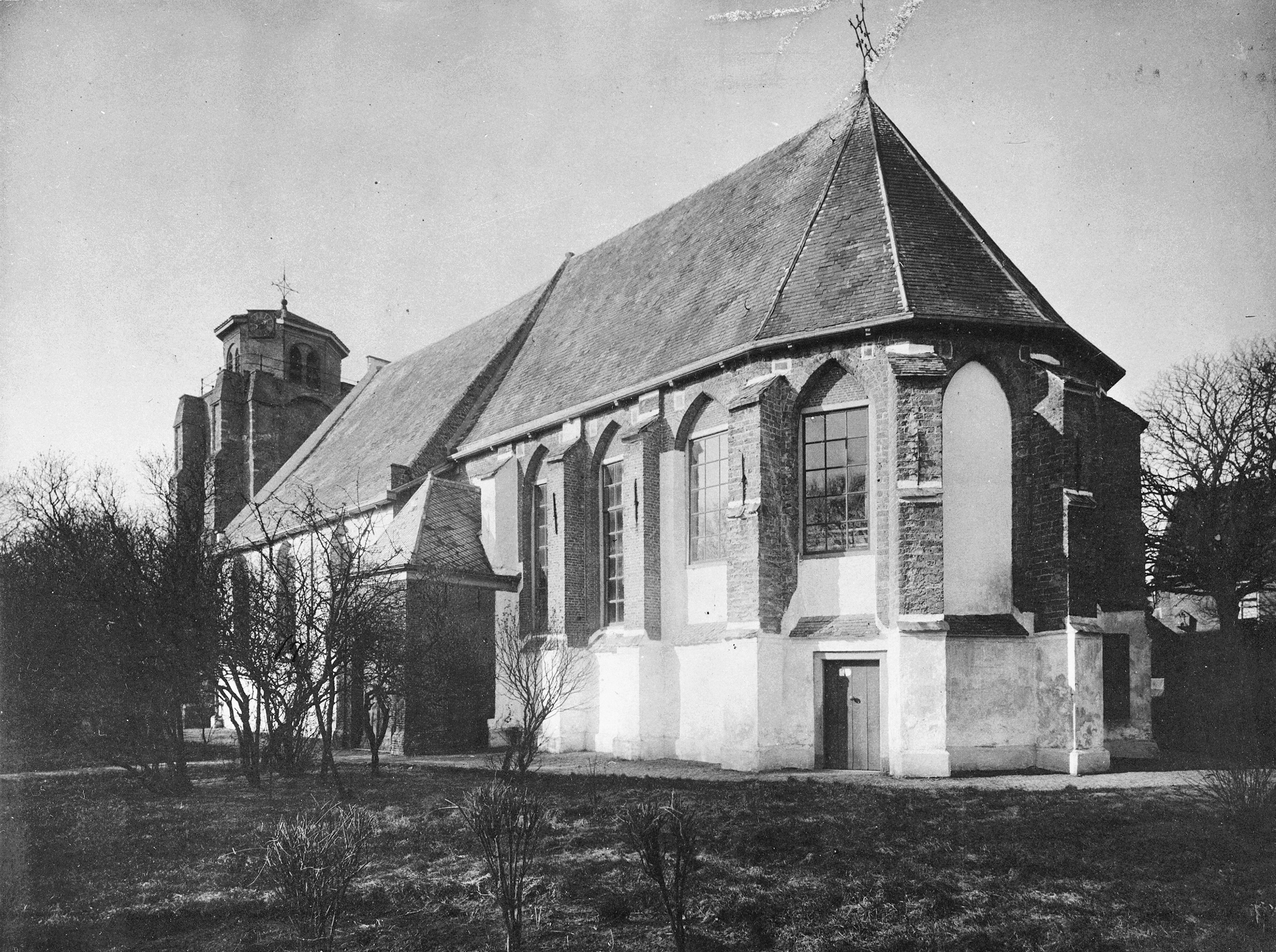
Dorpskerk in 1903

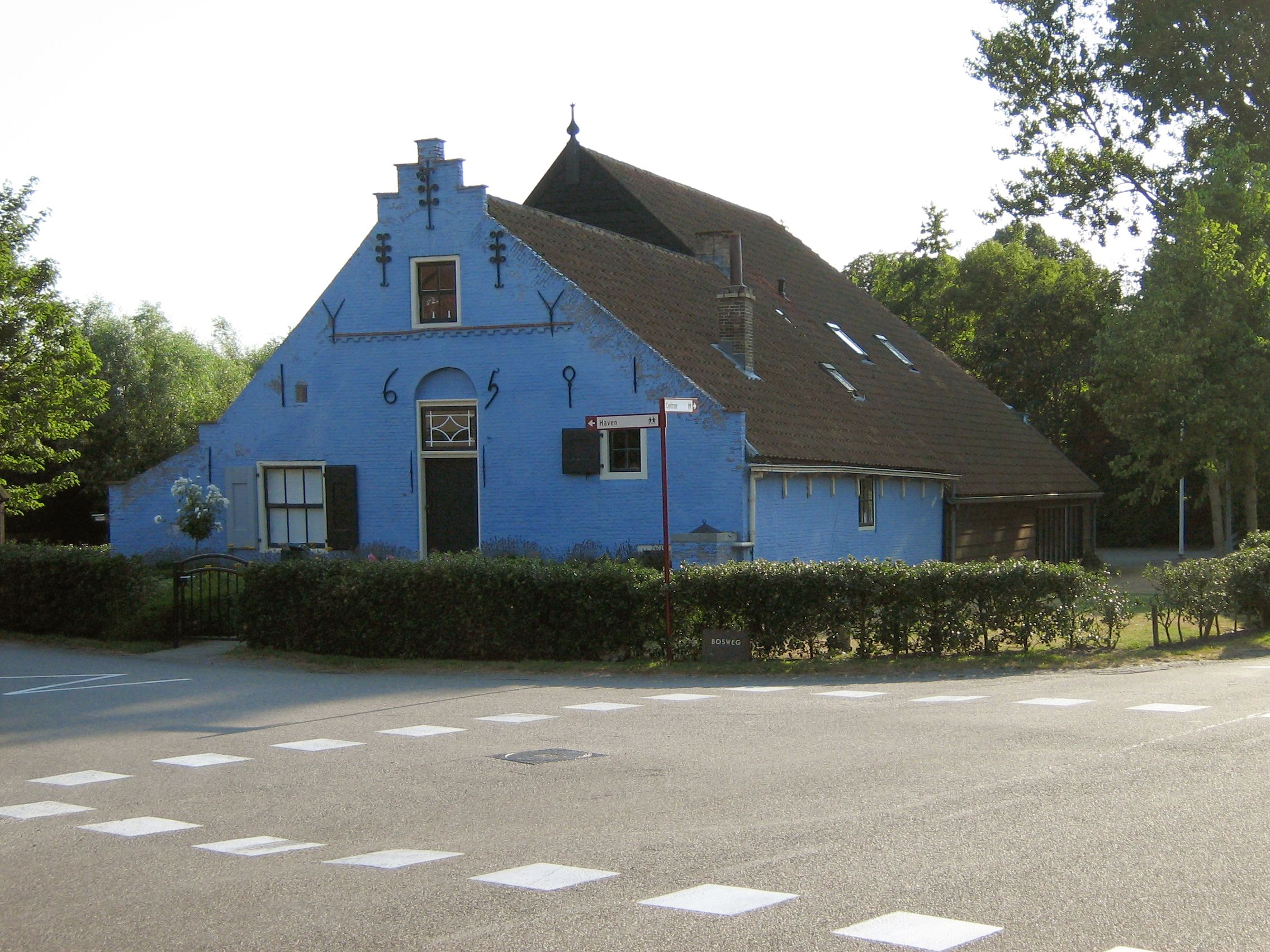
Het Blaeuwe Huus in 2006

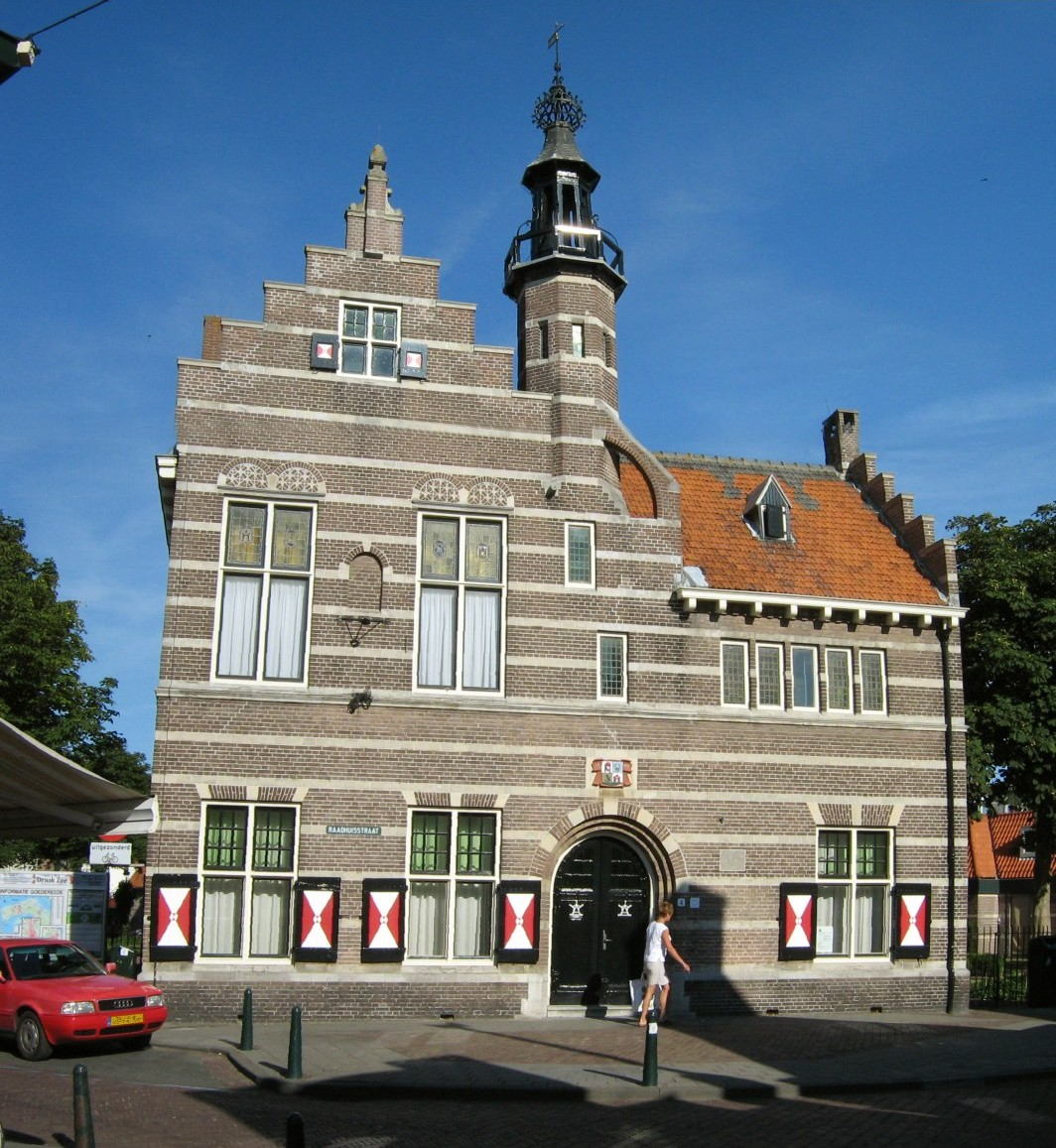
Het raadhuis

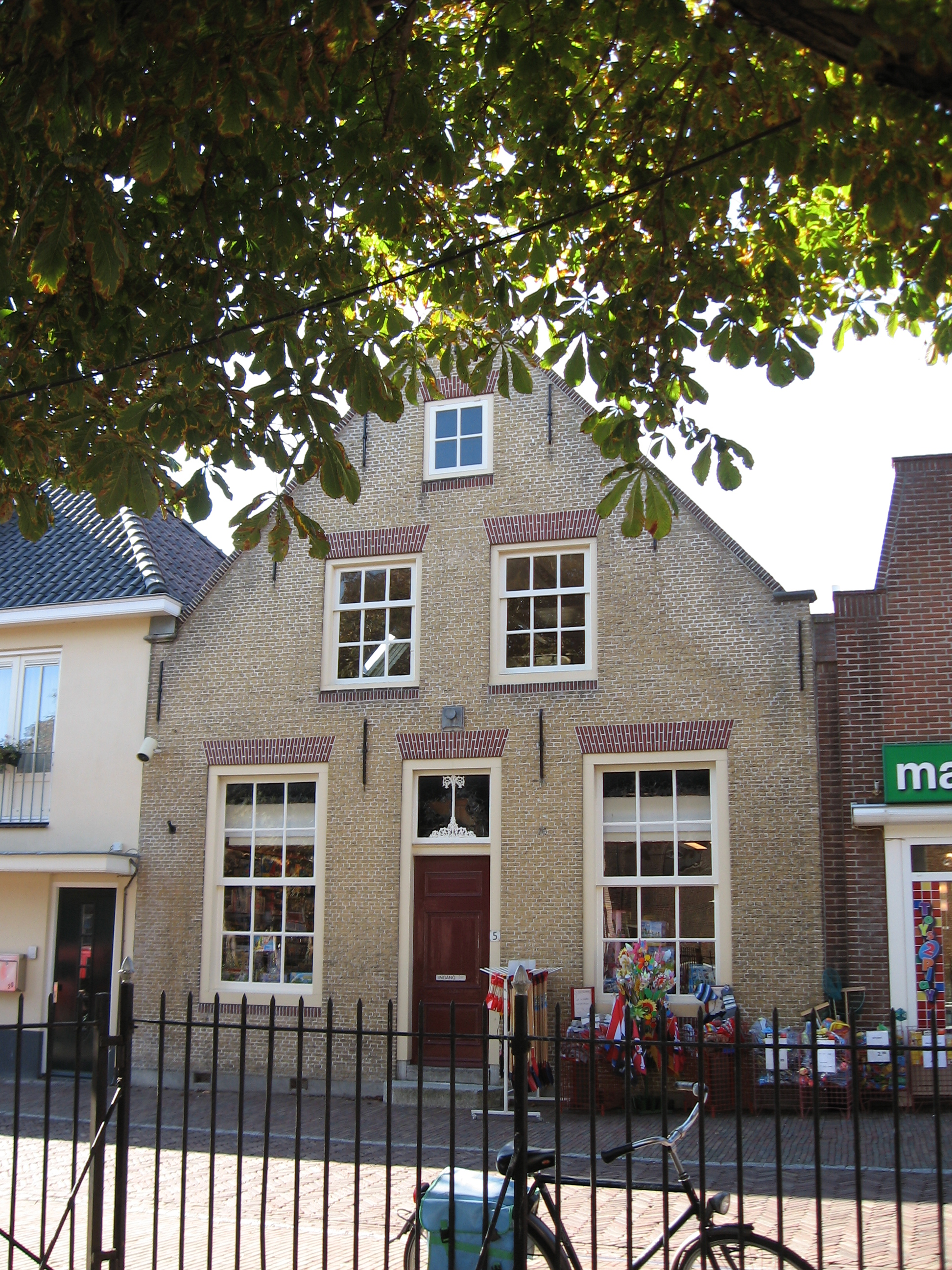
Hoenderdijk 5

Behalve de dorpskerk telt Ouddorp nog diverse andere monumentale gebouwen, onder andere de vuurtoren Westhoofd, twee molens, het raadhuis en nog enkele cichoreifabrieken. Bekendste gebouw is echter 'Het Blaeuwe Huus', een typische Ouddorpse boerderij uit 1659. Andere bijzondere gebouwen die hier niet verder worden besproken zijn zes woningen nabij de vuurtoren uit 1912 met een karakteristieke bouwstijl, de veelvuldig in het landschap voorkomende bunkers uit de Tweede Wereldoorlog, de poterloodsen aan de Dorpsweg en de uitwateringssluis van de polder Oudeland nabij de haven van Ouddorp. Bij de Brouwersdam is een trammuseum met een traject over de Brouwersdam.

### Het Blaeuwe Huus
Het Blaeuwe Huus is een oude boerderij uit 1659. Halverwege de 20e eeuw raakte deze boerderij sterk in verval. In 1991 is de boerderij gerestaureerd, en is de plaatselijke VVV verhuisd naar het schuurgedeelte van de boerderij. Tijdens de restauratie is de muur van de boerderij geverfd. Daarbij is getracht om de originele kleur te benaderen. Toch is er nog verschil tussen de huidige en de oorspronkelijk kleur. Op allerlei ansichten staat Het Blaeuwe Huus afgebeeld. Ook Rien Poortvliet schilderde Het Blaeuwe Huus. De benaming van de boerderij is "Het Blaeuwe Huus" (met een extra 'e' in het woord Blaeuwe), omdat het zo uitgesproken wordt in het Zeeuwse dialect.
Vroeger werden in Ouddorp sommige boerderijen blauw geverfd. De blauwe kleur zou vliegjes weghouden. Het vee in de stal trok vliegen aan. Door het woongedeelte blauw te verven zou er minder last van vliegen zijn.

### Raadhuis
Het raadhuis fungeerde als gemeentehuis voordat Ouddorp werd ingedeeld bij de gemeente Goedereede. Het is gebouwd in het jaar 1904 op de plaats van het vorige raadhuis dat te klein was geworden. Het raadhuis is in neorenaissancestijl en is ontworpen door Tjeerd Kuipers.
Tegenwoordig doet het gebouw dienst als museum. Het "Museum Ouddorps Raad- en Polderhuis" is voornamelijk in de zomer geopend.
Vanaf 2004 worden ook huwelijken voltrokken in het raadhuis. In het raadhuis is ook een bibliotheek gevestigd.

### Molens
Er zijn in Ouddorp twee molens. Het zijn beide korenmolens. Molen "De Hoop" is gelegen aan de Molenweg. Molen De Zwaan bevindt zich aan de Dorpsweg. In 1909 werd aan het Hoge Pad een Windmotor gebouwd om water op te pompen voor de Tramlijn Middelharnis - Ouddorp. Deze werd De Watermolen genoemd in de volksmond en is in de jaren 50 van de 20e eeuw gesloopt.

### Centrum
Rondom de dorpskerk staan (behalve de dorpskerk, toren en raadhuis) een aantal rijksmonumenten. De straten rondom de dorpskerk zijn niet in de vorm van een ring, maar het is een vierkant met de straten: Boompjes, Raadhuisstraat, Weststraat, Hoenderdijk.
De Weststraat werd vroeger Heerenstraat genoemd, maar die naam heeft zij nooit officieel gehad. Het Herenhuis aan Weststraat 13-15 bestaat uit twee aparte huizen met een gezamenlijke voorgevel.

### De Schans
De Schans is een verdedigingswerk uit de Tweede Engels-Nederlandse Oorlog (1665). Het ligt buiten Ouddorp, net achter de dijk van wat tegenwoordig het Grevelingenmeer is. Het was een militair fort omgeven door een gracht met vier bastions. Er stonden vroeger barakken op de Schans voor de manschappen en de opslag van goederen en munitie. Vanaf de schans kon men schepen op de Grevelingen beschieten. Omdat de hoekige gracht met daarbinnen een verhoogde heuvel het enige was dat nog was overgebleven, werd het vaak De Gracht genoemd. In 1995 werd De Schans opnieuw gereconstrueerd. Tegenwoordig wordt het 4 hectare grote natuurgebied beheerd door het Zuid-Hollands Landschap.

### Ceres
Deze drogerij werd in 1905 als eerste cichoreidrogerij op Goeree-Overflakkee gebouwd. Er volgden er later meer, waarvan enkele in Ouddorp. De Ceres is de enige die is overgebleven en nog redelijk herkenbaar is en nog lang dienstdeed als droogplaats voor bloemzaad. Aan het eind van de jaren vijftig van de twintigste eeuw is de laatste partij cichorei uit Ouddorp verscheept en kreeg de Ceres een andere functie. Ook zijn in Ouddorp de Vooruitgang uit 1911 en de Onverwacht nog aanwezig. De Vooruitgang is volledig verbouwd tot winkel. De Onverwacht op de hoek van de Dorpsweg/Kelderweg is van oorsprong een meekrapstoof (1755) en werd in 1911 omgebouwd tot cichoreidrogerij. In 2001 is de Onverwacht gesloopt en herbouwd als appartementencomplex. Tot het begin van de 20e eeuw stond aan de Hazersweg een vrijwel identieke meekrapstoof, de Braamstove.

### Vuurtoren Westhoofd
De vuurtoren Westhoofd staat in de duinen bij de Groenedijk. De vierkante bakstenen toren is in 1947-1950 gebouwd en heeft een hoogte van 56 meter. In 2007 werd de vuurtoren erkend als Rijksmonument. De toren is bemand en niet geopend voor publiek. In 1862 stond er al een gietijzeren toren op het eiland Goeree. In 1911 werd de vuurtoren vervangen door een toren van gewapend beton. Op 5 mei 1945 hebben de Duitsers de vuurtoren van gewapend beton vernietigd. Het optiek was al eerder veilig gesteld, en wordt momenteel gebruikt op de vuurtoren van Ameland. Het lichtkarakteristiek is drie schitteringen per 15 seconden. Het licht heeft een lichtsterkte van 5.200.000 candela en een zichtbaarheid van 30 zeemijlen.

### Gereformeerde Kerk
De Gereformeerde Kerk aan de Dorpsweg is in 1892 gesticht, De kerk had toen nog geen torentje op het dak. In 1944 is de kerk zwaar beschadigd door een nabije bominslag. Het orgel is in de oorlog opgeborgen geweest in een nabijgelegen landbouwschuur. In de jaren 1946-1947 is het kerkgebouw hersteld en is er een torentje op het dak geplaatst. In 1953, tijdens de watersnood, liep het kerkgebouw weer schade op. In 1965 werd de kerk daarom door het Rampenfonds een nieuw orgel geschonken. In 1975 en in 2004 is de kerk gemoderniseerd en vergroot.

### Verdwenen gebouwen
In het verlengde van de Weststraat was tot begin 20e eeuw een weeshuis uit 1567 aanwezig. Dit weeshuis is echter gesloopt. In 1918 werd ook boerderij Rustburg afgebroken. De boerderij was in 1680 gebouwd door Jacob Glijbant. In de gevel van Rustburg was een steen ingemetseld die overigens afkomstig was van het naastgelegen huis. Daarop stond dat Jacob Johan Grinwis op 22 mei 1662 de eerste steen had gelegd. De boerderij Heiburgh heeft langs de Hofdijksweg gestaan. Op 27 november 1956 ging de boerderij in vlammen op. De toenmalige bewoner is bij die brand om het leven gekomen. Al eerder, in het jaar 1664, was de boerderij door brand vernield. Bij de herbouw werd een oude gevelsteen ingemetseld die het volgende opschrift droeg: Heiburgh fu fatel Ao 1566, Beato per vana Speranza im moderate. Del moderate ben non perde il frutto.
Een beeldbepalend gebouw voor Ouddorp in het begin van de 20e eeuw was de Groentedrogerij Bettij aan de Stationsweg Het gebouw had een forse schoorsteen. Een ander beeldbepalend gebouw was de Chichoreidrogerij Ouddorp aan de Broekweg. Dit gebouw in de jaren 70 afgebrand. Aan de Havenweg was gevestigd de Stoom Meekrapfabriek De Onderneming. De fabriek werd gebouwd in 1872 en uiteindelijk gesloopt in 1975 ten behoeve van de aanleg van Rijksweg 57. Het voormalige RTM-tramstation aan de Stationsweg is in de jaren 50 verdwenen. In 1957 is de tram in het dorp opgeheven, maar sinds 1988 wordt buiten het dorp een RTM-museumtramlijn geëxploiteerd, op de Brouwersdam.

## Ontwikkeling inwoneraantal
De ontwikkeling van het inwoneraantal door de jaren heen is hieronder weergegeven:
- 1747 - 1.286
- 1815 - 1.796
- 1840 - 2.469
- 1895 - 2.724
- 1940 - 3.705
- 1966 - 4.322
- 1997 - 5.790
- 2009 - 6.047
- 2015 - 5.885
- 2021 - 6.215
- 2023 - 6.295

## Bekende personen
- Jan Machielszn Duffel (ca. 1400), visser
- Cornelis Damman  (1567-1627), predikant
- Nicolaas Russius (15??-1627), predikant
- Wessel Pretorius (1614-1664), predikant
- Johannes Pretorius (1642-1694), emigrant, vertrokken naar Zuid-Afrika. Tevens stamvader van de aldaar voorkomende afstammelingen
- Jan Thomasz Grinwis (1682-1753), burgemeester
- Pieter Thomas Grinwis (1783–1845), ingenieur
- Aalt Gerritsz van Dijkhuizen (1788-1864), predikant
- Jacob Johan van Kerkwijk (1830-1901)), politicus
- Dirk Wentholt (1863-1928), burgemeester
- Martijn Sperling (1873-1946), duiker
- Gerard Hermans (1910–1945), burgemeester
- Koos Kleijnenberg (1901–1988), burgemeester
- Arjaantje Tanis-Tanis (1895-1990), dorpsfiguur
- Poulus Voogd (1905–1976), politicus
- Keesje Bok (1912-1998), ondernemer
- Pieter Grinwis (1979, politicus
- Willem Jan op 't Hof (1947), predikant en hoogleraar

## Trivia

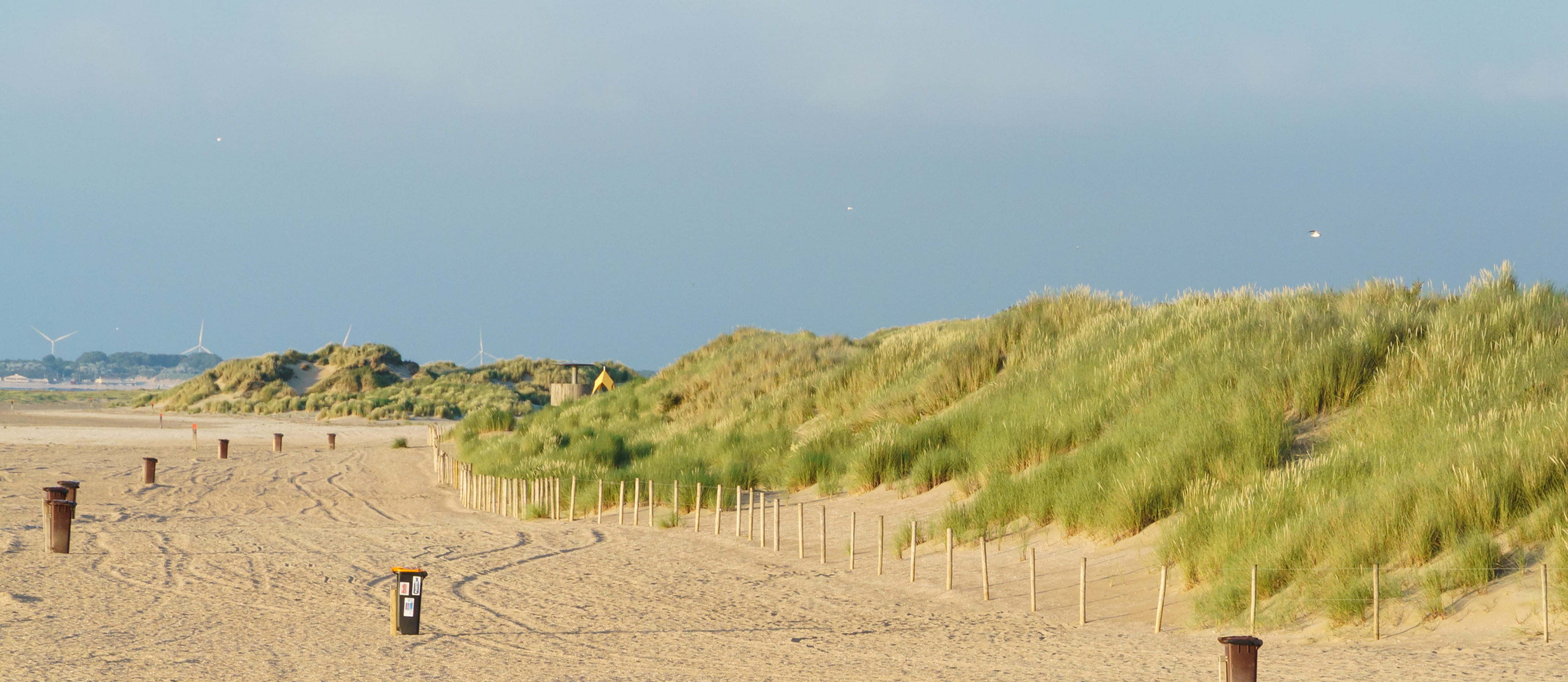
Het Ouddorpse strand bij paal 10

- Bij de gemeenteraadsverkiezingen van 2012 haalde de SGP in de drie Ouddorpse stembureaus 48,8% van de stemmen[5].
- Het Marine-zendstation in Ouddorp was ten tijde van de Koude Oorlog het belangrijkste Nederlandse doelwit van het Warschaupact.
- De vuurtoren van Ouddorp heeft het sterkste licht van Nederland, namelijk 5.200.000 candela. De vuurtoren van Ouddorp is niet meer 24 uur per dag bemand.
- Ouddorp is de Nederlandse badplaats met het grootste aantal kilometers strand, namelijk 18.
- Lang is gedacht dat Jan Machielszn Duffel uit Ouddorp de uitvinder van het haring kaken was, maar Willem Beukelszoon uit Biervliet was hem een kwart eeuw te vlug af.
- De enige Nederlandse paus, Paus Adrianus VI was van 1494 tot 1515 pastoor van Ouddorp en Goedereede.
- Ouddorp is eind jaren 50 als een van de laatste gemeenten op het waterleidingnet aangesloten. Dit vanwege onder meer principiële bezwaren tegen water uit de kraan. In 1930 is het dorp aangesloten op het elektriciteitsnet.
- In 2007 werd Ouddorp door lezers van het Algemeen Dagblad verkozen als Beste Badplaats van Nederland.
- Door de eeuwen heen zijn vele schepen op de kust gestrand. Zo strandde in 1881 het Zweedse schip Tripolia, waarbij 5 bemanningsleden omkwamen en in 1888 het Russische schip Atalanta waarbij 6 doden vielen. In 1912 vergaat de Deense Kursk, waarbij 27 mensen verdrinken. In 1946 en 1990 stranden respectievelijk de Poznan en de Eerland. Beide schepen hebben weken op het strand vastgezeten.
- Ten noorden van Ouddorp ligt het Flaauwe Werk, een zeedijk die in de jaren 50 als bitumendijk is aangelegd. Dit is naast de Hondsbossche Zeewering en de Westkappelse Zeedijk een van de drie plaatsen in Nederland waar de Noordzee door middel van dijken wordt gekeerd. Tot 1953 bevond zich nabij het Flauwe Werk het zeemanskerkhof. Daar werden aangespoelde zeelieden begraven.
- In 1736 werd te Ouddorp een moord gepleegd.[6] De weg waar de moord werd gepleegd (Vijverweg) wordt heden ten dage nog steeds het moordenaarsweegie genoemd.'
- Op 2 april 1856 strandden op de Ouddorpse kust 61 dolfijnen, die werden onderzocht door professor J. van der Hoeven uit Leiden. In de dagen erna stranden er meer, in totaal 350 stuks. De dieren werden met paarden verder op het strand getrokken. Van de opbrengst van de uit de dolfijnen bereide traan werd een school gebouwd aan de Boompjes.